# Kenjirō Shōda
Kenjirō Shōda (jap. 正田建次郎 Shōda Kenjirō; ur. 25 lutego 1902 w Tatebayashi, zm. 20 marca 1977 w Ashikaga) – japoński matematyk.

## Życiorys
Absolwent Tokijskiego Uniwersytetu Cesarskiego (1925). Prowadził działalność naukową, kształcąc się pod kierunkiem matematyka Teiji Takagiego. Uzyskał stypendium naukowe, które umożliwiło mu wyjazd najpierw do Berlina, a następnie do Getyngi. Jego nauczycielami na europejskich uczelniach byli Issai Schur i Emmy Noether.
W 1929 powrócił do Japonii, wydał wielokrotnie później wznawianą swoją pracę poświęconą algebrze abstrakcyjnej. W 1933 objął stanowisko wykładowcy na Uniwersytecie Cesarskim w Osace. Pozostał zawodowo związany z tą uczelnią, przemianowaną następnie na Uniwersytet Osakijski (ang. Osaka University). W 1955 objął funkcję prezydenta tej uczelni (rektora), pełniąc ją przez sześć lat. W trakcie kadencji przyczynił się do utworzenia wydziału nauk inżynieryjnych, na którym w 1961 został dziekanem. Był też prezesem Japońskiego Towarzystwa Matematycznego.